# 19585 Zachopkins
19585 Zachopkins este un asteroid din centura principală de asteroizi.

## Descriere
19585 Zachopkins este un asteroid din centura principală de asteroizi. A fost descoperit pe 13 iulie 1999 la Socorro, New Mexico, în cadrul proiectului LINEAR. Asteroidul prezintă o orbită caracterizată de o semiaxă mare de 3,09 ua, o excentricitate de 0,18 și o înclinație de 2,7° în raport cu ecliptica.